# Calliteara minor
Calliteara minor är en fjärilsart som beskrevs av Bethune-Baker 1904. Calliteara minor ingår i släktet harfotsspinnare, och familjen tofsspinnare. Inga underarter finns listade i Catalogue of Life.